# Podopterus paniculatus
Podopterus paniculatus là một loài thực vật có hoa trong họ Rau răm. Loài này được (Donn. Sm.) Roberty & Vautier miêu tả khoa học đầu tiên năm 1964.